# Fascia de Zuckerkandl
La fascia de Zuckerkandl o fascia retrorenalis de Zuckerkandl es una vaina fibrosa que cubre el lado posterior del riñón. Constituye la capa posterior de la fascia renal y fue descrito por primera vez por Emil Zuckerkandl en 1883.
El riñón está situado en el interior de una cápsula fibrosa que se llama cápsula renal. La cápsula renal está envuelta por una capa de tejido fibroso que se llama cápsula perirrenal. La cápsula perirrenal está compuesta por dos hojas, la hoja anterior o fascia de Gerota que fue descrita en 1895 y la fascia renal posterior o fascia de Zuckerlandl. Ambas fascias se unen y forman un espacio cerrado en el que se encuentra el riñón y la glándula suprarrenal.